# Alina Naruszewicz-Duchlińska
Alina Naruszewicz-Duchlińska – polska językoznawczyni, profesor Instytutu Językoznawstwa Wydziału Humanistycznego Uniwersytetu Warmińsko-Mazurskiego w Olsztynie.

## Życiorys
20 listopada 2001 obroniła pracę doktorską Nazwiska mieszkańców komornictwa lidzbarskiego (1500-1772), 22 maja 2012 habilitowała się na podstawie pracy zatytułowanej Internetowe grupy dyskusyjne. Analiza językowa i charakterystyka gatunku. 20 stycznia 2021 uzyskała tytuł profesora nauk humanistycznych. 
Jest profesorem Instytutu Językoznawstwa Wydziału Humanistycznego Uniwersytetu Warmińsko-Mazurskiego w Olsztynie. Jest członkiem Komisji Nauk Humanistycznych Oddział PAN w Olsztynie i w Białymstoku.